# ペグビソマント
ペグビソマント（Pegvisomant）は、先端巨大症の治療に使用される成長ホルモン受容体拮抗薬である。先端巨大症の原因である下垂体腫瘍を手術や放射線治療で制御できない場合に使用される。主にソマトスタチンアナログの使用で効果が得られない場合に用いられるが、単剤投与でも有効である。皮下注射で投与される。

## 効能・効果
- 下記疾患におけるIGF-I（ソマトメジン-C）分泌過剰状態および諸症状の改善[5]

先端巨大症（外科的処置、他剤による治療で効果が不充分な場合または施行が困難な場合）

## 副作用
重大な副作用は設定されていない。副作用としては、注射部位の反応、手足の腫れ、胸の痛み、低血糖症、嘔気、肝炎などがある。

## 作用機序
成長ホルモン受容体に対する成長ホルモンの作用を阻害し、IGF-1の産生を抑制する。IGF-1は先端巨大症の症状の殆どに関与しており、その産生の正常化によって症状をコントロールする。
単剤での長期投与試験では安全性が確認されており、単剤投与およびソマトスタチンアナログ製剤との併用は最も有効な先端巨大症の治療法となっている。

## 構造
改変型のヒト成長ホルモンで、成長ホルモン受容体に結合してブロックするよう設計されている。アミノ酸191残基から構成されるタンパク質で、複数のポリエチレングリコールポリマーを共有結合させることで血液からの排出を遅らせている。遺伝子組換え大腸菌を用いて製造されている。

## 発見
1987年にオハイオ大学で発見された。臨床試験を経て、2003年に米国食品医薬品局から先端巨大症の治療薬として承認された。日本では2007年1月に承認された。

## その他の潜在的用途
最近の研究では、他の治療法との併用によって特定の癌に対する抗腫瘍剤となり得ることが示されている。

## 参考資料
1. ↑  “Treatment of acromegaly with the GH receptor antagonist pegvisomant in clinical practice: safety and efficacy evaluation from the German Pegvisomant Observational Study”. European Journal of Endocrinology 156 (1):  75–82. (January 2007). doi:10.1530/eje.1.02312. PMID 17218728.
2. 1 2  日経メディカル. “ペグビソマント：初のGH受容体拮抗薬”. 日経メディカル. 2021年8月21日閲覧。
3. 1 2  “Long-term treatment with pegvisomant as monotherapy in patients with acromegaly: experience from ACROSTUDY”. Endocrine Practice 21 (3):  264–74. (March 2015). doi:10.4158/EP14330.OR. PMC 4618502. PMID 25370326.
4. 1 2  Scientific Discussion of Somavert (PDF) (Report). European Medicines Agency. 2004.
5. 1 2  “ソマバート皮下注用10mg／ソマバート皮下注用15mg／ソマバート皮下注用20mg 添付文書”. www.pmda.go.jp.   PMDA. 2021年8月21日閲覧。
6. ↑  “Drug-induced hepatitis in an acromegalic patient during combined treatment with pegvisomant and octreotide long-acting repeatable attributed to the use of pegvisomant”. European Journal of Endocrinology 154 (6):  805–6. (June 2006). doi:10.1530/eje.1.02160. PMID 16728538.
7. ↑  “Clinical effectiveness and cost-effectiveness of pegvisomant for the treatment of acromegaly: a systematic review and economic evaluation”. BMC Endocrine Disorders 9:  20. (October 2009). doi:10.1186/1472-6823-9-20. PMC 2768727. PMID 19814797.
8. ↑  “Discovery and mechanism of action of pegvisomant”. European Journal of Endocrinology 148 Suppl 2:  S21-5. (April 2003). doi:10.1530/eje.0.148s021. PMID 12670297.
9. ↑  “Discovery and uses of pegvisomant: a growth hormone antagonist”. Endokrynologia Polska 58 (4):  322–9. (2007). PMID 18058724.
10. ↑  CEDAC Final REcommendation on Reconsideration and Reasons for Recommendation: Pegvisomant (Somavert - Pfizer Canada Inc.) (PDF) (Report). Canadian Agency for Drugs and Technologies in Health. 2 August 2006.
11. ↑  “Pegvisomant Treatment in Acromegaly”. Neuroendocrinology 103 (1):  59–65. (2015). doi:10.1159/000381644. PMID 25792221.
12. ↑  “Growth hormone receptor antagonism suppresses tumour regrowth after radiotherapy in an endometrial cancer xenograft model”. Cancer Letters 379 (1):  117–23. (August 2016). doi:10.1016/j.canlet.2016.05.031. PMID 27241667.
13. ↑  “The growth hormone receptor antagonist pegvisomant blocks both mammary gland development and MCF-7 breast cancer xenograft growth”. Breast Cancer Research and Treatment 98 (3):  315–27. (August 2006). doi:10.1007/s10549-006-9168-1. PMID 16541323.